# Soyuz TMA-20M
Soyuz TMA-20M foi uma missão Soyuz à Estação Espacial Internacional e a 129ª missão do programa russo iniciado em 1967. Ela transportou três cosmonautas e astronautas, dois russos e um norte-americano, até a ISS, onde eles se integraram à tripulação residente, levada no voo anterior, Soyuz TMA-19M, para a Expedição 47 na estação. Durante a estadia de quase seis meses os tripulantes também integraram a Expedição 48.
A nave permaneceu acoplada à ISS neste período servindo como veículo de escape de emergência. O lançamento ocorreu às 21:26 (UTC) de 18 de março de 2016 do Cosmódromo de Baikonur e este foi o último voo da Soyuz modelo TMA que foi substituída pela mais moderna Soyuz MS. A missão durou 172 dias, após os quais ela retornou à Terra com a triuplação, pousando em segurança nas estepes do Casaquistão.

## Tripulação
| Posição             | Cosmo/Astronauta |
| ------------------- | ---------------- |
| Comandante          | Aleksei Ovchinin |
| Engenheiro de voo 1 | Oleg Skripochka  |
| Engenheiro de voo 2 | Jeffrey Williams |

## Parâmetros da Missão
- Massa: 7.200 kg
- Perigeu: 402 km
- Apogeu: 406 km
- Inclinação: 51,64°
- Período orbital: 92,60 minutos

## Insígnia
A insígnia da TMA-20M presta homenagem às origens da heráldica com seu desenho na forma clássica de escudo. Os quatro campos da insígnia são divididos por linhas com as cores das bandeiras dos Estados Unidos e da Rússia, os países de onde a tripulação é oriunda. A silhueta de uma espaçonave Soyuz foi colocada no centro, com um esboço da ISS em sua parte superior. Três estrelas num fundo negro acima à esquerda simbolizam os três astronautas da tripulação; os outros campos tem figuras de animais. O urso negro àdireita vem do brasão de armas da cidade de Rybinsk, local de nascimento do comandante da missão, Aleksei Ovchinin; esta cidade, no rio Volga, é conhecida como a "capital dos transportadores de barcaça", chamados de "Burlak" (Бурла́к) em russo; "Burlak" é o sinal de chamada desta missão. No quadrante inferior direito está a águia americana, representando o astronauta Williams; no inferior esquerdo, a garça cinzenta representa o cosmonauta Skripotchka, que usou o mesmo animal na sua insígnia quando de seu primeiro voo ao espaço, o primeiro das naves Soyuz TMA-M em 2010, e o usa também em seu segundo voo, o último deste tipo de espaçonaves, substituídas a partir da missão posterior pelas Soyuz MS.

## Lançamento e acoplagem
A espaçonave foi lançada da plataforma 1/5 do Cosmódromo de Baikonur, no topo de um foguete Soyuz-FG, às 21:26 (UTC) de 18 de março (02:26 de 19 de março hora local) e acoplou-se ao módulo Poisk da ISS depois de menos de seis horas de viagem orbital, às 03:09 (UTC) de 19 de março. A escotilha entre a nave e a estação foi aberta às 04:55 UTC e os três tripulantes se juntaram aos demais já na ISS completando a tripulação da Expedição 47.

## Desacoplagem e retorno
Após 172 dias no espaço, depois de uma cerimônia da despedida com os três tripulantes que ficavam na estação, encerrando a Expedição 48, a nave desacoplou-se do módulo Poisk às 21:51 (UTC) de 6 de setembro e depois de usar seus foguetes para fazer a separação da ISS, começou sua viagem de uma órbita e meia em volta da Terra até a reentrada na atmosfera, num voo de duas horas e meia de duração. O pouso ocorreu à  01:13 (UTC) (07:13 hora local, dia 7) nas estepes do Casaquistão,  148 km a sudeste da cidade de Dzhezkazgan, onde a tripulação foi recebida e recolhida pela equipe de apoio de terra.

## Galeria

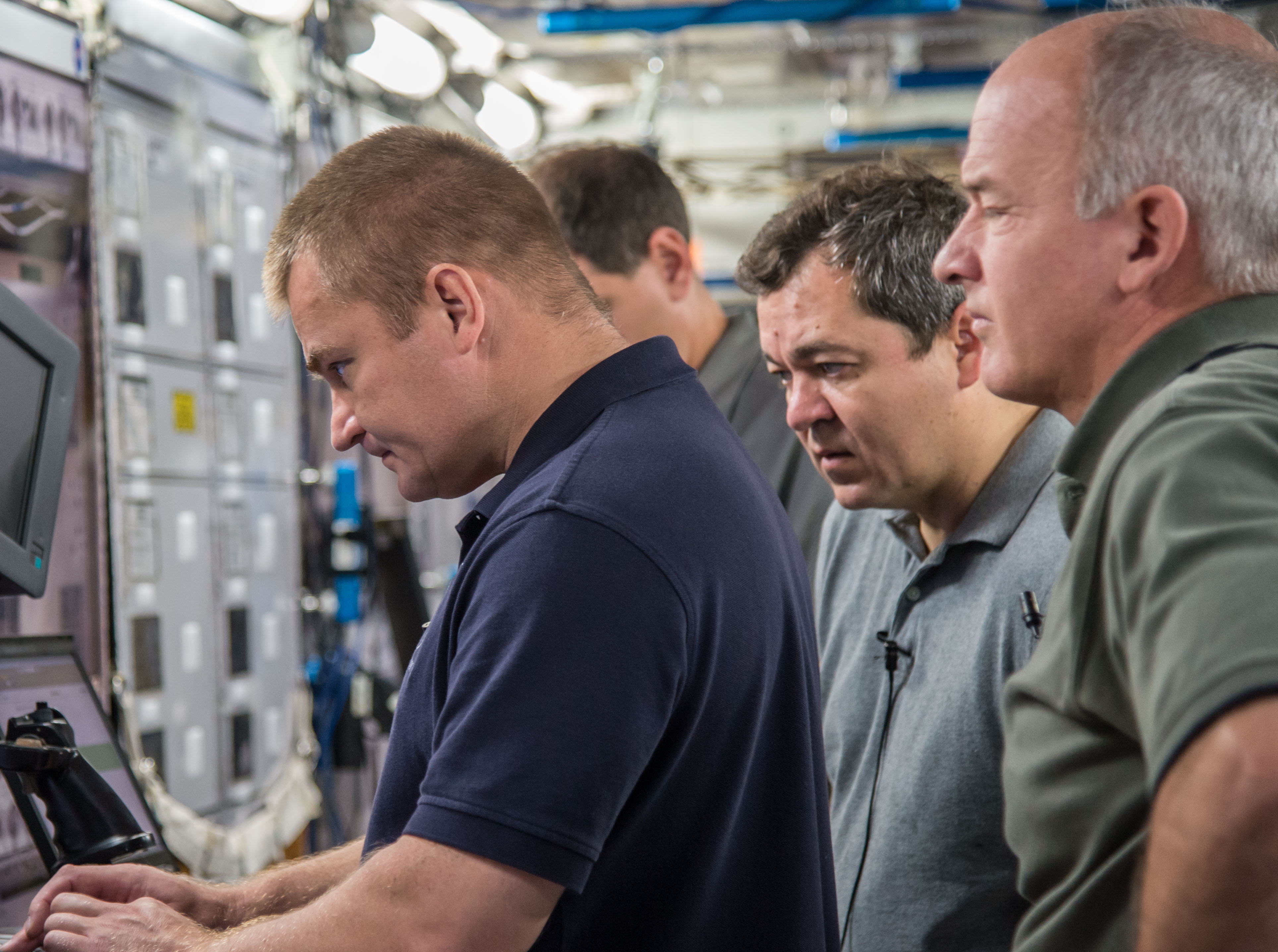
A tripulação em frente ao simulador da TMA-20M na Cidade das Estrelas, durante  treinamento de situações de emergência.
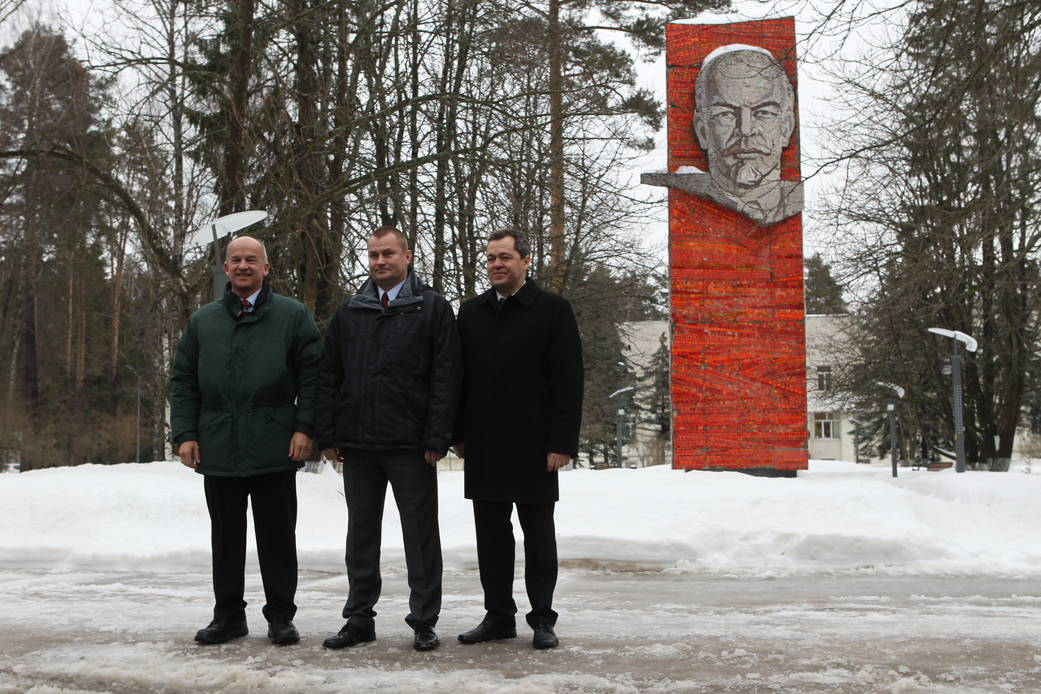
Tripulantes antes do voo em frente à estátua de Vladimir Lenin na Cidade das Estrelas.
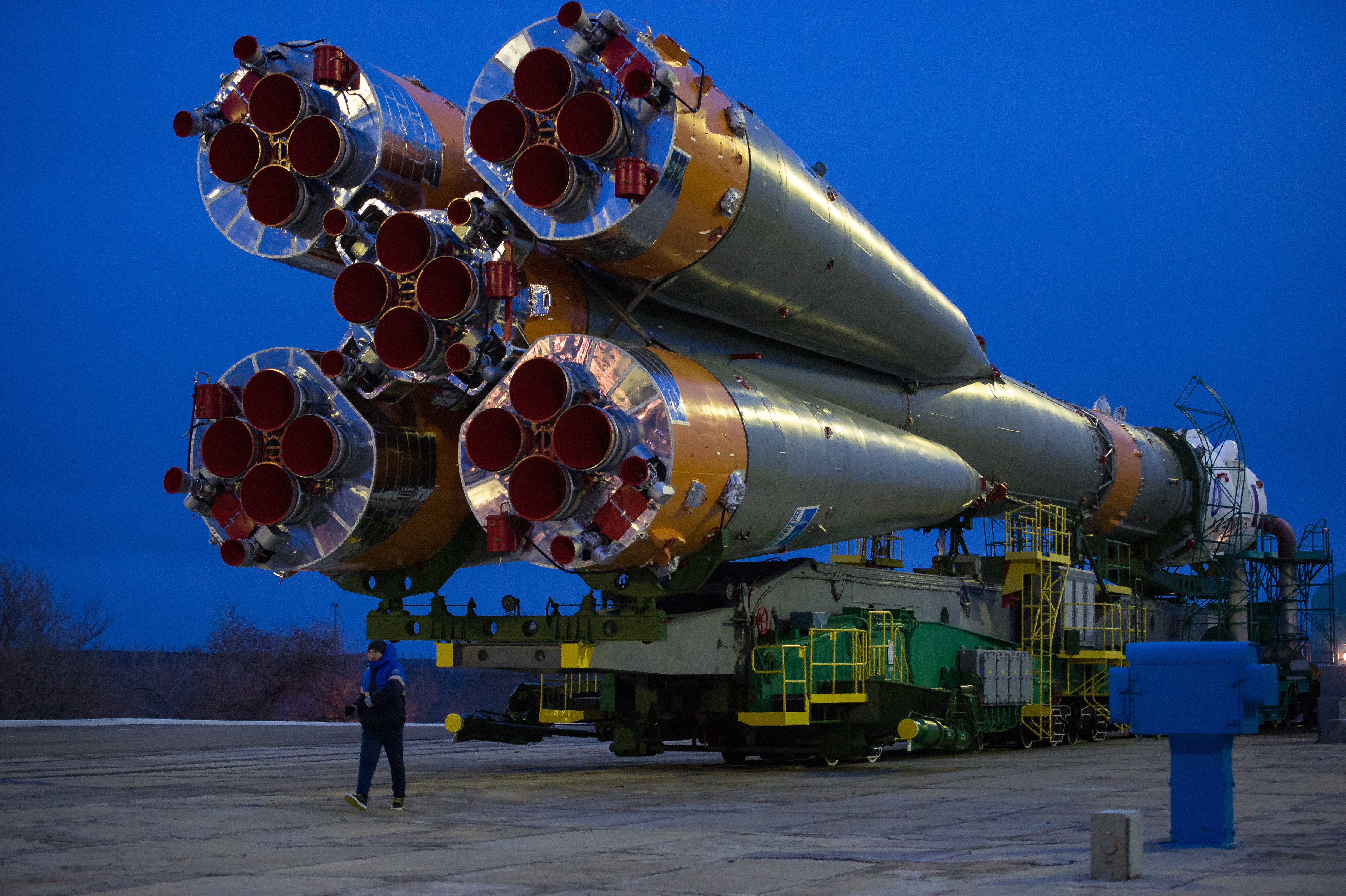
A TMA-20M e o foguete Soyuz sendo transportados para a plataforma de lançamento.
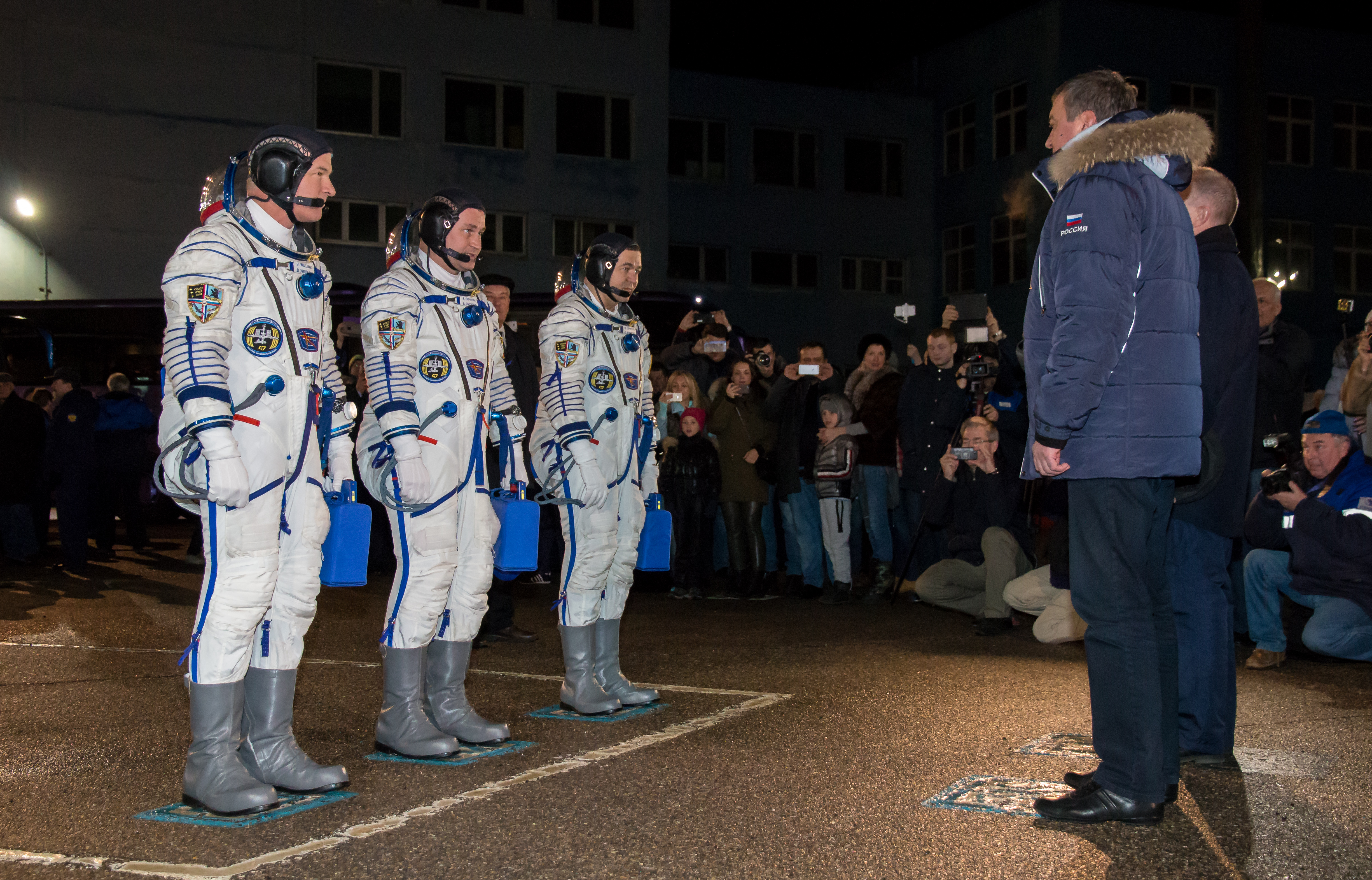
Cerimônia de despedida da tripulação.
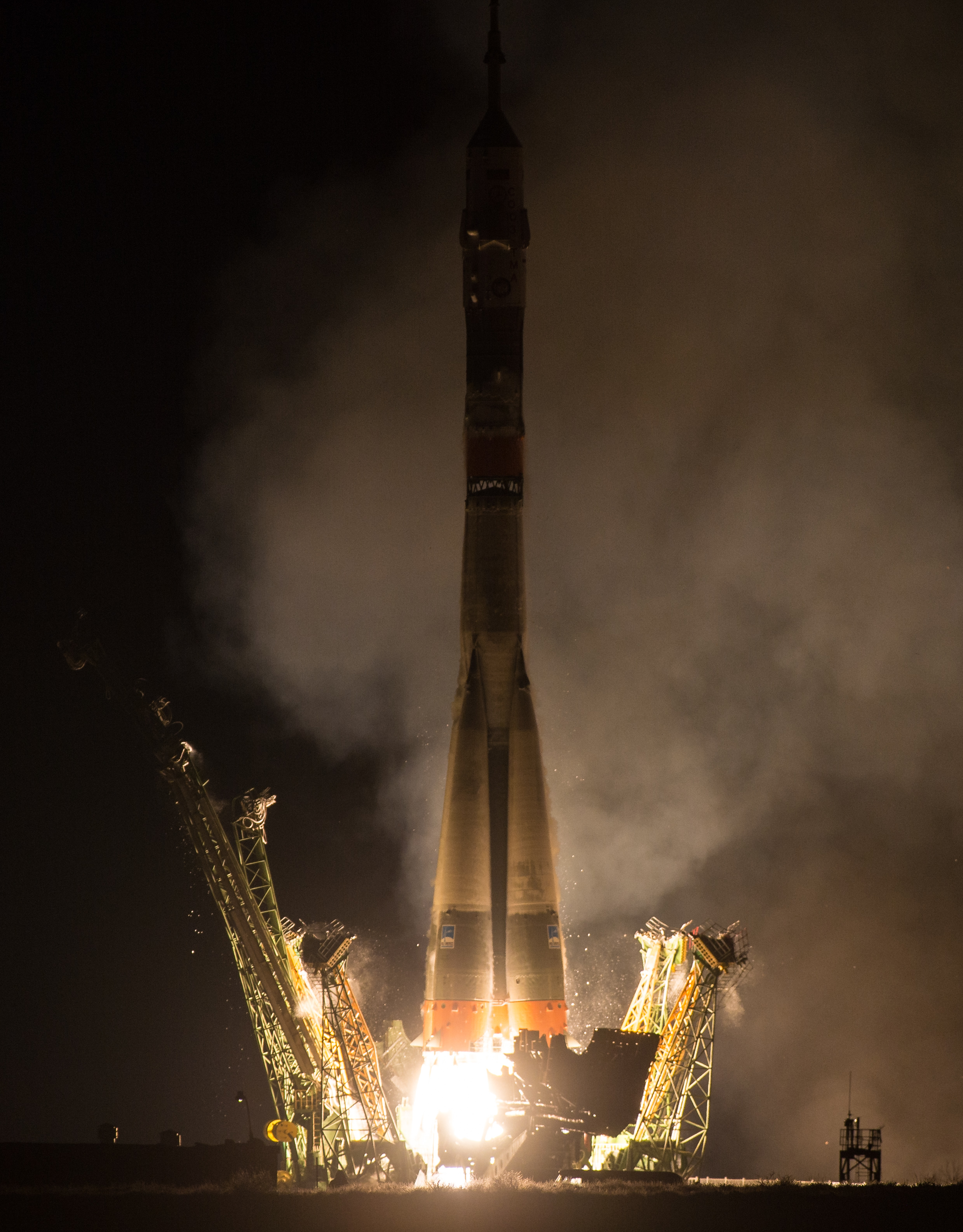
Lançamento na madrugada de Baikonur.
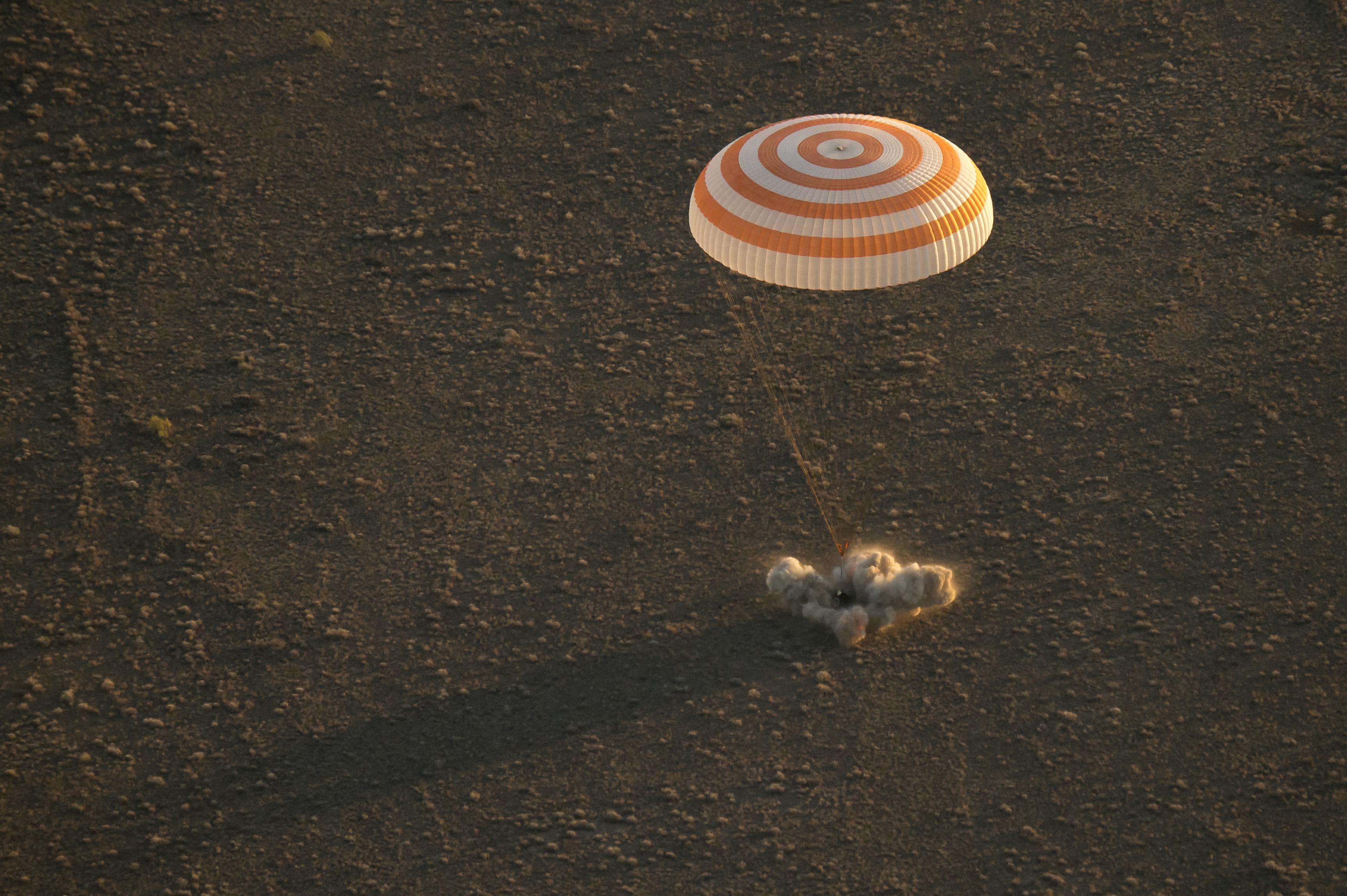
A Soyuz pousa no Casaquistão.